# Remmesæl
Remmesæl lever hovedsagelig i drivisen, og man ser den aldrig på land.
Navnet har den fået på grund af dens tykke skind, som man anvendte til at fremstille kamikker, harpunliner og hundeskagler med.
Sælen har en gråbrun pels uden tegninger.